# Santes Creus de Bordell
Santes Creus de Bordell és una muntanya de 782 metres que es troba entre el municipi de Vilanova de l'Aguda a la Noguera i Pinell de Solsonès al Solsonès
Al cim s'hi troba un vèrtex geodèsic (referència 269099001).